# Lymfangion

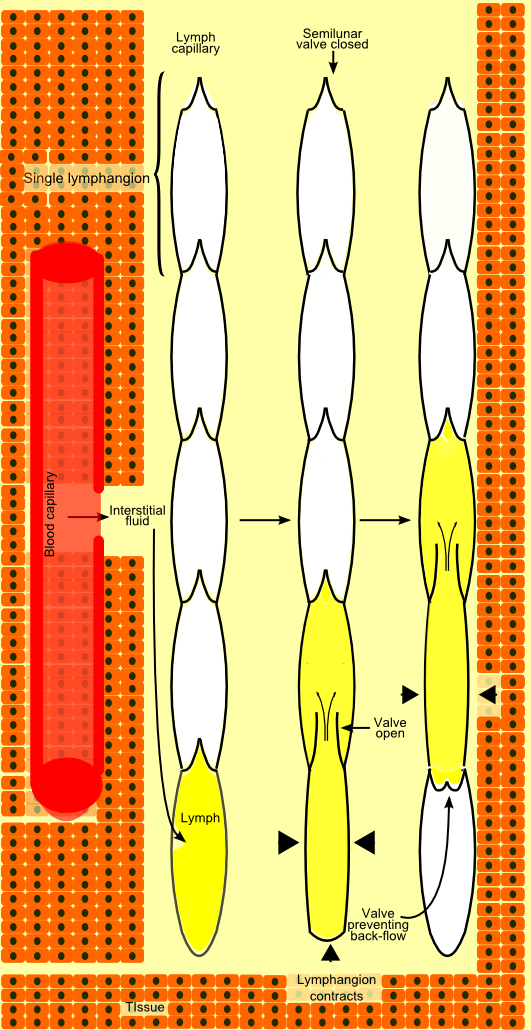
Voortstuwing van lymfe van het ene lymfangion naar het volgende.

Een lymfangion (kleppensegment) is een gedeelte van een lymfevat dat tussen twee kleppen ligt en werkt als een kleine pompeenheid. Om een afvoer van het lymfe van distaal naar proximaal (van ver van het hart naar dichtbij van het hart) te bewerkstelligen, zullen de units alternerend aanspannen. Door middel van manuele lymfedrainage kan de depolarisering van deze lymfangionen worden gestimuleerd van 1 keer per 5-7 seconden naar 1 keer per 2-3 seconden. Wanneer er bewogen wordt, wordt het angion gerekt, waardoor er een actiepotentiaal ontstaat (wat een contractie tot gevolg heeft).